# ЛОМО (футбольный клуб)
ЛОМО — советский и российский футбольный клуб из Санкт-Петербурга. Основан не позднее 1938 года.

## Названия
- 1938—1962 — ГОМЗ (Ленинград);
- 1963—1967 — «Зенит» (ЛОМО) (Ленинград);
- 1968—1991 — ЛОМО (Ленинград);
- 1991—1993 — ЛОМО.

## Достижения
- В чемпионате СССР — 8-е место в зональном турнире РСФСР класса «Б»: 1968
- В кубке СССР — 1/64 финала: 1938
- Победитель чемпионата Ленинграда (8 раз): 1955, 1956, 1961, 1962, 1979, 1983, 1984, 1986
- Серебряный призёр чемпионата Ленинграда (10 раз): 1963, 1964, 1966, 1973, 1975, 1977, 1980, 1981, 1982, 1989
- Бронзовый призёр чемпионата Ленинграда (4 раза): 1967, 1970, 1976, 1978
- Победитель Кубка Ленинграда (10 раз): 1939, 1957, 1958, 1961, 1962, 1963, 1968, 1975, 1980, 1982
- Финалист Кубка Ленинграда (8 раз): 1955, 1967, 1972, 1974, 1979, 1984, 1985, 1986
- Финалист Кубка СССР среди команд КФК (2 раза): 1957, 1961
- Финалист Кубка ВЦСПС (1 раз): 1979